# Charlotte Gabris
Charlotte Gabris est une comédienne et humoriste suisse, née à Lausanne le 30 janvier 1987.

## Biographie
Née d'un père américano-hongrois — psychiatre à Lausanne — et d'une mère allemande, elle découvre la danse à cinq ans et le théâtre à huit ans. Pendant ses études, elle suit le conservatoire de Lausanne où elle étudie le théâtre classique et contemporain. Elle écrit son premier spectacle J’en ai marre à dix-sept ans et le joue en Suisse,. Après avoir obtenu sa maturité, elle se rend aux États-Unis,.
En 2006, âgée de 19 ans, Charlotte Gabris arrive de Lausanne pour s’installer à Paris. Elle entre au cours Florent et y reste deux semaines. Son premier contrat est signé en 2007 avec la société de production Juste pour rire qui la fait monter sur la scène du théâtre de Dix Heures, où elle joue trois fois par semaine. Elle reçoit plusieurs prix et rejoint en 2008, en tant que chroniqueuse, la troupe de la Grosse Émission présentée par Ariane Massenet sur la chaîne Comédie+ puis la bande à Ruquier en 2009 et 2010 dans On va s'gêner sur Europe 1.
Le 2 janvier 2012, elle intègre la troupe du Jamel Comedy Club puis rejoint Faites entrer l'invité de Michel Drucker sur Europe 1 où elle fait des portraits décalés des invités. Elle participe en 2014 au pilote de la série Blog @ Part.
Depuis 2014, elle est à l'affiche de divers films populaires français tels Babysitting, Babysitting 2, À fond, Épouse-moi mon pote et Les Aventures de Spirou et Fantasio. Elle est aussi présente dans le film d’auteur Blockbuster de Julie Hygreck et dans le long métrage Demi-sœurs de Saphia Azzeddine.
En 2017, elle écrit sa première pièce de théâtre Merci pour le bruit, jouée au théâtre de la Gaîté-Montparnasse aux côtés de Vincent Desagnat, mise en scène par Sarah Lelouch.
En janvier 2020, son premier roman Déjeuner en paix sort aux éditions Le Cherche midi.

## Filmographie

### Télévision
- 2014 : Enfin te voilà ! sur Comédie+
- 2018 : La Petite Histoire de France sur W9
- 2021 : À tes côtés de Gilles Paquet-Brenner : Sandrine
- 2021 : Scènes de ménages, prime La Vie de château
- 2022 : Juliette dans son bain de Jean-Paul Lilienfeld : Marie
- 2022 : Tous Inconnus de Nicolas Hourès : elle-même
- 2022 : 1H30 Max de Léo Grandperret : Une patiente de Kevin

### Cinéma

#### Courts métrages
- 2015 : C'est du caviar de Sarah Lelouch : Charlie

#### Longs métrages
- 2014 : Babysitting de Philippe Lacheau : Estelle
- 2014 : Les Gazelles de Mona Achache : serveuse
- 2015 : Babysitting 2 de Philippe Lacheau et Nicolas Benamou : Estelle
- 2016 : À fond de Nicolas Benamou : Melody Poupart
- 2016 : Les Têtes de l'emploi d'Alexandre Charlot et Franck Magnier : La femme émotive
- 2017 : Épouse-moi mon pote de Tarek Boudali : Lisa
- 2017 : Blockbuster de July Hygreck : Lola
- 2018 : Les Aventures de Spirou et Fantasio d'Alexandre Coffre : Marie
- 2018 : Gaston Lagaffe de Pierre-François Martin-Laval : Sonia
- 2018 : Taxi 5 de Franck Gastambide : présentatrice JT
- 2018 : Demi-sœurs de Saphia Azzeddine, François-Régis Jeanne : Olivia
- 2020 : Divorce Club de Michaël Youn : Gisèle
- 2021 : En passant pécho de Julien Royal : Alice
- 2024 : On aurait dû aller en Grèce de Nicolas Benamou : Serena Campana

## Théâtre
- 2017 : Merci pour le bruit de Charlotte Gabris, mise en scène Sarah Lelouch, Théâtre de la Gaîté-Montparnasse

## Spectacles
- 2005 : J’en ai marre
- 2007 : Jeune et pourrie
- 2012 : Comme ça, c'est mieux !, mise en scène Jarry

## Émissions de télévision
- 2008 : Pliés en 4 sur France 4
- 2008 : La Grosse Émission sur Canal+
- 2010 : Le belge comme Eddy Show sur La Une puis sur La Deux
- 2010-2011 : On n'demande qu'à en rire sur France 2
- 2012 : Mika&co sur Rouge TV
- 2012 : Jamel Comedy Club sur Canal+
- 2013 : Canapé Quiz sur TMC
- 2014 : Ce soir tout est permis avec Arthur sur TF1
- 2014 : La Nouvelle Édition sur Canal+
- 2017 : Saturday Night Live sur M6
- 2019 : Vendredi tout est permis avec Arthur sur TF1
- 2020 : Morning Night sur M6
- 2020 : Vendredi tout est Jarry sur TF1

## Radio
- 2009-2010 : On va s'gêner sur Europe 1
- 2011 : Le Jeu des dictionnaires sur La Première
- 2011-2013 : Faites entrer l'invité sur Europe 1

## Distinctions
- 2007 : prix « découverte » de la fondation Jean-Luc-Lagardère au festival « Paris fait sa comédie »[10].
- 2008 : prix François-Silvant lors du 19e Montreux Comedy Festival[11].
- 2008 : prix « La Route du rire » Volkswagen.
- 2012 : prix spécial du jury du Dinard Comedy Festival.

## Publication
- 2020 : Déjeuner en paix : roman, Paris, Le Cherche midi, 176 p. (ISBN 978-2-7491-6414-4 et 2749164141, OCLC 1140464507).